# 18668 Ґоттесман
18668 Ґоттесман (18668 Gottesman) — астероїд головного поясу, відкритий 20 березня 1998 року.
Тіссеранів параметр щодо Юпітера — 3,335.